# شالي (مقاطعة تشرام)
شالي (بالفارسية: شالی) هي قرية تقع في قسم بشتة ذيلايي الريفي (مقاطعة تشرام) في إيران. يقدر عدد سكانها بـ 20 نسمة .